# 乔尔·叶佩
乔尔·叶佩（丹麥語：Joel Eipe，1997年3月12日—），丹麥男子羽毛球運動員。

## 簡歷
2015年3月，乔尔·叶佩代表丹麥參加在波蘭盧賓舉行的歐洲青年羽毛球錦標賽，與亚历山大·邦德合作赢得男子雙打冠軍。

## 主要比賽成績
只列出曾進入準決賽的國際賽事成績：
| 年份   | 賽事                 | 公開賽級別 | 項目     | 拍檔                   | 成績   |
| ------ | -------------------- | ---------- | -------- | ---------------------- | ------ |
| 2015年 | 冰島羽毛球國際賽     | 國際系列賽 | 男子雙打 | 亚历山大·邦德          | 準決賽 |
| 2015年 | 歐洲青年羽毛球錦標賽 | 其他       | 混合團體 | －                     | 季軍   |
| 2015年 | 歐洲青年羽毛球錦標賽 | 其他       | 男子雙打 | 亚历山大·邦德          | 冠軍   |
| 2015年 | 保加利亞羽毛球公開賽 | 國際系列賽 | 男子雙打 | 亚历山大·邦德          | 準決賽 |
| 2015年 | 世界青年羽毛球錦標賽 | 其他       | 男子雙打 | 弗雷德里克·瑟高·莫滕森 | 亞軍   |
| 2016年 | 羅馬尼亞羽毛球國際賽 | 國際系列賽 | 男子雙打 | 亚历山大·邦德          | 準決賽 |
| 2016年 | 荷蘭羽毛球國際賽     | 國際系列賽 | 男子雙打 | 亚历山大·邦德          | 冠軍   |
| 2017年 | 匈牙利羽毛球國際賽   | 國際挑戰賽 | 男子雙打 | 菲利普·希路普          | 亞軍   |
| 2017年 | 挪威羽毛球國際賽     | 國際系列賽 | 男子雙打 | 菲利普·希路普          | 冠軍   |
| 2018年 | 芬蘭羽毛球公開賽     | 國際挑戰賽 | 男子雙打 | 菲利普·希路普          | 準決賽 |
| 2018年 | 匈牙利羽毛球國際賽   | 國際挑戰賽 | 混合雙打 | 梅蒂·波尔森            | 冠軍   |
| 2018年 | 挪威羽毛球國際賽     | 國際系列賽 | 混合雙打 | 梅蒂·波尔森            | 冠軍   |
| 2019年 | 奧地利羽毛球公開賽   | 國際挑戰賽 | 男子雙打 | 拉斯穆斯·克亞爾        | 亞軍   |
| 2019年 | 西班牙羽毛球國際賽   | 國際挑戰賽 | 男子雙打 | 拉斯穆斯·克亞爾        | 亞軍   |
| 2020年 | 丹麥羽毛球公開賽     | 超級750賽  | 男子雙打 | 拉斯穆斯·克亞爾        | 準決賽 |
| 2022年 | 奧爾良羽毛球大師賽   | 超級100賽  | 男子雙打 | 丹尼爾·倫高            | 準決賽 |

| 2007-2017年 | 首要超級賽 | 超級賽 | 黃金大獎賽 | 大獎賽 | 國際挑戰賽 | 國際系列賽 | 未來系列賽 | 其他 |

| 2018-2026年 | 總決賽 | 超級1000賽 | 超級750賽 | 超級500賽 | 超級300賽 | 超級100賽 | 國際挑戰賽 | 國際系列賽 | 未來系列賽 | 其他 |

### 奧運會和世錦賽參賽紀錄
|          | 搭檔            | 2021 |
| -------- | --------------- | ---- |
| 男子雙打 | 拉斯穆斯·克亚尔 | 32強 |